# Avesta-Grytnäs pastorat
Avesta-Grytnäs pastorat är ett pastorat i Tuna kontrakt i Västerås stift. Pastoratet omfattar den västligaste delen av Avesta kommun i  Dalarnas län. 
Pastoratet bildades 2014 genom sammanläggning av pastoraten:
- Avesta pastorat
- Grytnäs pastorat

Pastoratet består av följande församlingar:
- Avesta församling
- Grytnäs församling

Pastoratskod är 051110.